# Слюда (Мурманская область)

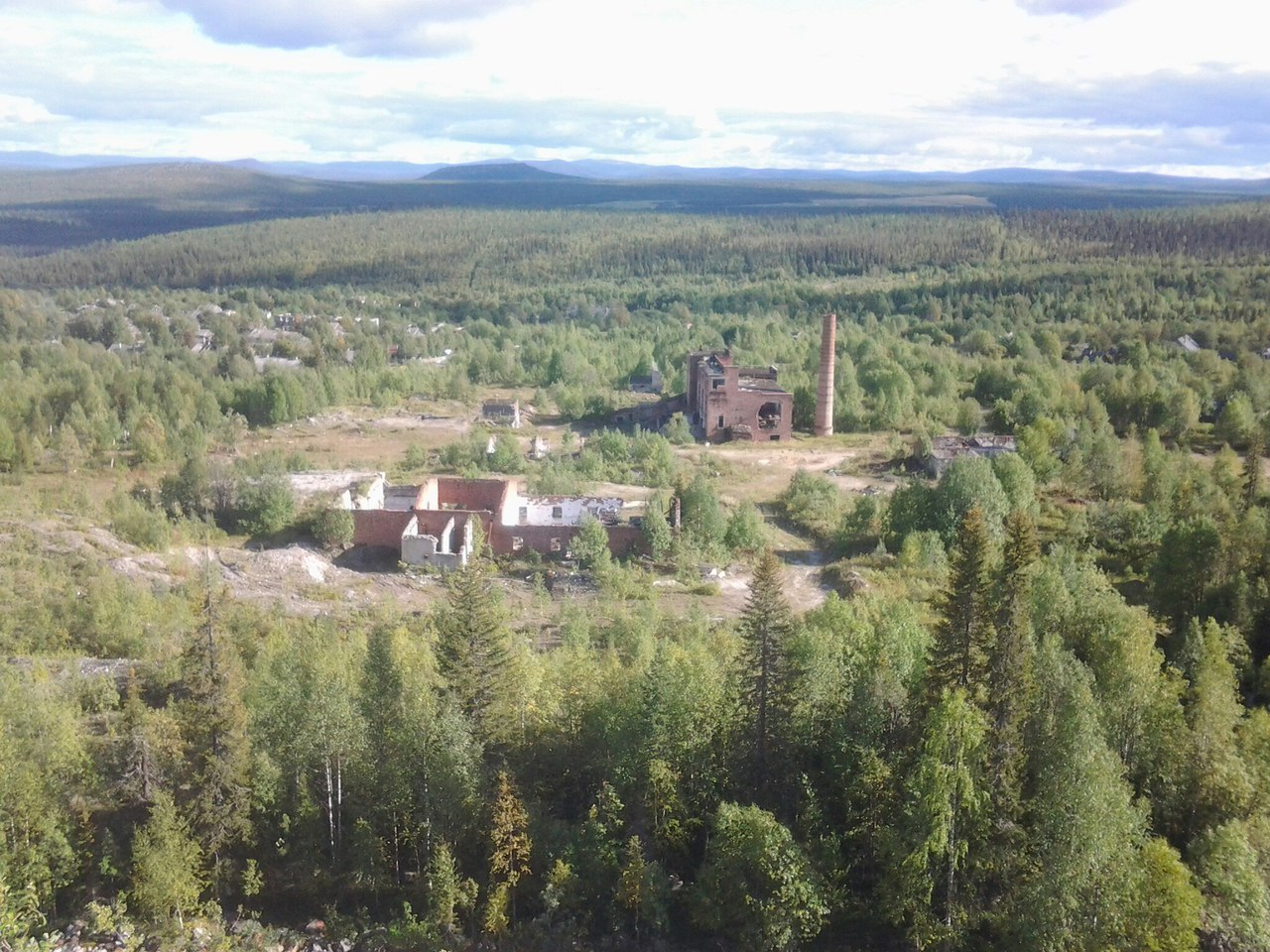

Слюда́ — упразднённый в 2007 году сельский населённый пункт, входивший на момент упразднения в состав городского округа Ковдорский район Мурманской области. Расстояние от районного центра 42 км. Сообщение с другими населёнными пунктами автомобильным транспортом. Расположен у подножья горы Лейпатунтури. Основным предприятием являлось МУП «Ковдорслюда». Долгое время посёлок имел статус населённого пункта несмотря на отсутствие жителей. Законом Мурманской области № 905-01-ЗМО от 26 октября 2007 года населённый пункт был упразднён в связи с отсутствием проживающего населения. Сезонно посещается.